# Кубок Уельсу з футболу 2007—2008
Кубок Уельсу з футболу 2007–2008 — 121-й розіграш кубкового футбольного турніру в Уельсі. Титул вшосте здобув клуб Бангор Сіті.

## Календар
| Раунд                 | Дата                       | Матчі | Клуби     |
| --------------------- | -------------------------- | ----- | --------- |
| Кваліфікаційний раунд | 18 серпня 2007             | 16    | 125 → 109 |
| Перший раунд          | 15 вересня 2007            | 45    | 109 → 64  |
| 1/32 фіналу           | 6 жовтня 2007              | 32    | 64 → 32   |
| 1/16 фіналу           | 3 листопада 2007           | 16    | 32 → 16   |
| 1/8 фіналу            | 3 лютого 2008              | 8     | 16 → 8    |
| 1/4 фіналу            | 1-2 березня 2008           | 4     | 8 → 4     |
| 1/2 фіналу            | 30 березня - 5 квітня 2008 | 2     | 4 → 2     |
| Фінал                 | 4 травня 2008              | 1     | 2 → 1     |

## 1/16 фіналу
| Команда 1             | Рахунок | Команда 2           |
| --------------------- | ------- | ------------------- |
| 3 листопада 2007      |         |                     |
| Аберіствіт Таун       | 3:1     | Ніт Атлетік         |
| Брінтіріон Атлетік    | 4:2     | Дінас Повіс         |
| Карлеон               | 2:0     | Бримбо              |
| Кайрус                | 2:3 дч  | Бангор Сіті         |
| НЕВІ Кевн Друїдс      | 3:0     | Голігед Готспур     |
| Коннаг'с Куей Номандс | 0:2     | Гвілсфілд Атлетік   |
| Абераман Атлетік      | 3:1     | Кейрау              |
| ГАП Квінз Парк        | 3:1     | Аван Лідо           |
| Гейверфордвест Каунті | 3:0     | Тон Пентре          |
| Ллангевні Таун        | 3:0     | Менід Іса           |
| Лланрудж Юнайтед      | 3:5     | Лланеллі            |
| Невін Юнайтед         | 1:3     | Карнарвон Таун      |
| Ньюпорт YMCA          | 2:1     | Кармартен Таун      |
| Ньютаун               | 2:1 дч  | Мастег Парк Атлетік |
| Ріл                   | 1:0     | Порт-Толбот Таун    |
| Тивин-енд-Бринкрудж   | 1:3 дч  | Велшпул Таун        |

## 1/8 фіналу
| Команда 1             | Рахунок      | Команда 2        |
| --------------------- | ------------ | ---------------- |
| 3 лютого 2008         |              |                  |
| Аберіствіт Таун       | 0:0 пен. 2:3 | Бангор Сіті      |
| Брінтіріон Атлетік    | 1:2          | Велшпул Таун     |
| НЕВІ Кевн Друїдс      | 0:0 пен. 5:3 | Абераман Атлетік |
| ГАП Квінз Парк        | 2:0          | Карлеон          |
| Гейверфордвест Каунті | 1:2          | Ріл              |
| Ньютаун               | 1:2          | Лланеллі         |
| Гвілсфілд Атлетік     | 1:0          | Карнарвон Таун   |
| Ньюпорт YMCA          | 1:1 пен. 4:3 | Ллангевні Таун   |

## 1/4 фіналу
| Команда 1         | Рахунок | Команда 2      |
| ----------------- | ------- | -------------- |
| 1 березня 2008    |         |                |
| Гвілсфілд Атлетік | 0:6     | Бангор Сіті    |
| Ньюпорт YMCA      | 3:2     | Велшпул Таун   |
| Ріл               | 3:2     | ГАП Квінз Парк |
| 2 березня 2008    |         |                |
| НЕВІ Кевн Друїдс  | 3:6 дч  | Лланеллі       |

## 1/2 фіналу
| Команда 1       | Рахунок | Команда 2    |
| --------------- | ------- | ------------ |
| 30 березня 2008 |         |              |
| Лланеллі        | 5:2     | Ріл          |
| 5 квітня 2008   |         |              |
| Бангор Сіті     | 3:1     | Ньюпорт YMCA |

## Фінал
| 4 травня 2008 |

| Лланеллі                     | 2:4 дч   | Бангор Сіті                                      |
| ---------------------------- | -------- | ------------------------------------------------ |
| Сванік 48' (аг) Гріффітс 56' | Протокол | Скотт 20' Сіргінт 90' Лімберт 97' (пен.) Нун 99' |

| «Латам Парк», Ньютаун Глядачів: 1 510 Арбітр: Філ Саутголл |